# Kovászmag
A kovászmag a tészta erjesztéséhez használt erjesztőanyag a háztartásban és a sütőiparban. Az elnevezés szaknyelvi (sütőipari) jellegű; a népnyelv alig használja.

## Anyaga
A kovászmag a legtöbbször olyan, nyers tésztadarab, amit a kenyér készítésekor az érett kovászból, vagy a bedagasztott, érett tésztából vagy teknőkaparékból (a dagasztás utáni „maradék” tésztából) tesznek félre, hogy azt később új kovász, illetve tészta erjesztésére használják.

## Elkészítése
Kovászmag a liszt-víz vagy korpa-víz keverék spontán erjesztésével bármikor készíthető. Ha a keveréket liszttel folyamatosan, többször kipótolják, a kelesztéshez kívánatos mikroorganizmusok 3–4 nap alatt szaporodnak el eléggé — az ilyen kovászmag hátrány nélkül alkalmazható, de a 19–20. században Magyarországon már sehol nem készítettek így minden kenyérsütéshez új kovászmagot; csak kisegítő, alkalmi megoldásként, ha az egyik sütéstől a másikig félretett tésztadarab valamiért használhatatlanná vált, elfogyott vagy elveszett. Kiinduló anyagnak többnyire korpát használtak, és olyan vízzel öntötték föl, amelyben előzőleg komlóvirág főtt. A liszt folyamatos hozzáadása általában elmaradt, ezért az erjesztő anyag folyékony maradt (ennek a neve É-on gyakran „pár”). Az erjesztés optimális kezdő hőmérséklete 26–30 °C; ez az erjedés közben 2–4 °C-kal emelkedik.
A vándorkovász olyan kovászmag, amelyet készítése után más háztartásnak adnak át; ez Magyarországon csak kivételesen fordul elő.

## Használata
Használat előtt a kovászmagot langyos vízben eláztatják, és a levével kovászolnak. Az ilyen kovászmag a házi kenyérkészítés legelterjedtebb erjesztő anyaga Európában. Benne az alapvetően fontos élesztőgombák mellett savanyító baktériumok is vannak, és ezek ecetsavat, etil-alkoholt, széndioxidot, esetenként acetont is termelhetnek. Mikrobiológiai vizsgálatok szerint alkalmazása különösen rozsliszt erjesztésénél előnyös — ezzel egybehangzóan a házi kenyérkészítés önálló erjesztőanyagaként használata éppen rozskenyeres vidékeinken (Zalában, Somogyban, a Bakony vidékén; a Duna–Tisza közén, az Északi-középhegységben és a Nyírségben, valamint Erdélyben hagyomány.
A nedves kovászmag túlérik, bomlik, erjesztőképessége csökken. Ennek megelőzésére az olyan háztartásokban, ahol csak 2–3 hét múlva sütnek újra, megszárítják: egy darabban vagy nedvszívó korpával, liszttel eldörzsölve tárolják.
Az egy darabban eltett, szárított kovászmag neve a népnyelvben kovász; a korpával vagy liszttel eldörzsölté pedig:
- morzsoltka,
- sütnivaló (Nógrád és Észak-Pest vármegye, Délnyugat-Dunántúl),
- pár (Jászság, Heves, Borsod-Abaúj-Zemplén) stb.

Ez utóbbi fajtából esetenként akár 2–3 sütéshez elegendő mennyiséget is készíthetnek egyszerre.
Erdélyben a kovászmagot sózva tárolják, de ez rontja annak erjesztő képességét.